# Samuel Ogle
Samuel Ogle (* um 1694 in Northumberland, England; † 3. Mai 1752 in Annapolis, Maryland) war ein britischer Kolonialgouverneur der Province of Maryland.

## Lebenslauf
Samuel Ogle entstammte der Gentry von Northumberland. Sein gleichnamiger Vater (1659–1719) war unter anderem von 1690 bis 1710 Abgeordneter für Berwick im englischen bzw. britischen House of Commons. Seine Mutter war dessen zweite Gattin Ursula Markham, Tochter des Sir Robert Markham, 2. Baronet, und Witwe des Altham Annesley, 1. Baron Altham. Der jüngere Samuel Ogle trat in die British Army ein, wo er es bis zum Captain in einer Kavallerieeinheit brachte. Im Jahre 1731 wurde er von Charles Calvert, 5. Baron Baltimore, dem Eigentümer der Province of Maryland, zum Nachfolger des dortigen Gouverneurs Benedict Leonard Calvert ernannt. Letzterer verstarb am 1. Juni 1732 auf der Heimreise mit einem Schiff nach England an Tuberkulose.
Bald nach seiner Ankunft kam es zu dem als Cresap's War bekannt gewordenen Konflikt mit der Nachbarkolonie Pennsylvania. Dabei kam es zu Übergriffen von Siedlern beider Kolonien gegeneinander. Umstritten war vor allem die Grenzziehung zwischen den Kolonien. Beide Kolonialverwaltungen erhoben Beschwerden gegeneinander und baten König Georg II. um eine Lösung des Konflikts. Diese sollte aber noch bis zum Jahr 1767 auf sich warten lassen und erfolgte damit lange nach dem Tod des um Hilfe angerufenen Königs, der bereits 1760 verstorben war. Erst dann wurde mit der Festlegung der sogenannten Mason-Dixon-Linie der Disput zwischen den beiden Kolonien bzw. den beiden dort dominierenden Familien Penn und Calvert beigelegt. Der Konflikt ging jedoch unterdessen unterschwellig weiter.
Auf dem Höhepunkt des Konflikts übernahm Lord Baltimore in den Jahren 1732 und 1733 für einige Monate das Gouverneursamt. Anschließend setzte er Samuel Ogle wieder in das Amt ein, das dieser dann von 1733 bis 1742 ausübte. Anschließend wurde er während des War of Jenkins’ Ear nach England zurückbeordert, wo er vorübergehend mit anderen Aufgaben betraut wurde. In Maryland ging das Amt des Gouverneurs an Thomas Bladen über, der es zwischen 1742 und 1747 ausübte. Dann wurde Bladen wieder von Ogle abgelöst, der damit eine dritte und letzte Amtszeit als Kolonialgouverneur von Maryland antrat.
Dieses Amt hatte er bis zu seinem Tod am 3. Mai 1752 in Annapolis inne. Samuel Ogle war auch bekannt für seine Leidenschaft zur Pferdezucht und Pferderennen. Seit 1741 war Samuel Ogle mit der bedeutend jüngeren Anne Tasker (1723–1817) verheiratet, die eine Tochter von Ogles Nachfolger als Gouverneur Benjamin Tasker war. Das Paar hatte fünf Kinder. Dazu gehörte auch der Sohn Benjamin Ogle, der zwischen 1798 und 1801 Gouverneur des US-Bundesstaates Maryland war.